# Psilopsella tuberosa
Psilopsella tuberosa är en mossdjursart som beskrevs av Ferdinand Canu och Ray Smith Bassler 1928. Psilopsella tuberosa ingår i släktet Psilopsella och familjen Romancheinidae. Inga underarter finns listade i Catalogue of Life.